# クリン・ジェルジュ
クリン・ジェルジュ（Kulin György、1905年1月28日 - 1989年4月22日）は、ハンガリーの天文学者である。

## 生涯
ハンガリー王国トランシルヴァニア地方のサロンタ（現在はルーマニア領）出身。
21個の小惑星とホイップル・ベルナスコーニ・クーリン彗星を発見した。天文学の研究のほかに、サイエンス・フィクションの小説も書いている。
1989年にブダペストで死去。